# Nissan Sentra

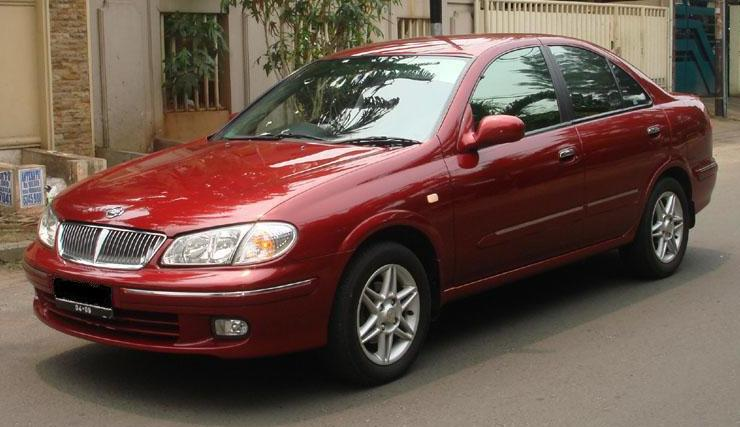
Nissan Sentra 2004

Nissan Sentra är en kompakt bilmodell som tillverkas av Nissan sedan 1982. Modellen introducerades ursprungligen som en ersättare till Nissan Sunny och har genomgått flera generationer med uppgraderingar i design, teknik och säkerhet. Sentra är en av Nissans mest framgångsrika modeller och har sålts i stora volymer på den nordamerikanska marknaden samt i Asien och Latinamerika.

## Historia
Den första generationen av Nissan Sentra lanserades 1982 och var från början en bakhjulsdriven bil, men övergick snabbt till framhjulsdrift. Modellen blev snabbt populär tack vare sin bränsleeffektivitet och låga ägandekostnad. Under åren har Sentra utvecklats från en enkel småbil till en mer sofistikerad kompakt sedan.
Den sjunde generationen (2013–2019) introducerade en mer strömlinjeformad design och förbättrad bränsleekonomi, medan den åttonde generationen, som lanserades 2020, fick en helt ny plattform, modern teknik och förbättrad säkerhet.

## Design och konstruktion
Sentra har genomgått betydande designförändringar genom åren. Tidiga modeller var kantiga och funktionella, medan senare generationer har fått en mer aerodynamisk och modern design. Den senaste generationen har ett djärvt utseende med en bred grill, LED-strålkastare och en mer premiuminspirerad interiör.
Under motorhuven har Sentra erbjudit en rad olika motoralternativ, från bränsleeffektiva 1,6-litersmotorer till kraftfullare 2,0-litersmotorer. Vissa versioner har även erbjudit turbomotorer och prestandavarianter under Nismo-märket.

## Säkerhet
Nissan Sentra har genom åren utvecklats för att möta de senaste säkerhetsstandarderna. Tidigare modeller hade grundläggande säkerhetsfunktioner såsom låsningsfria bromsar (ABS) och krockkuddar, medan nyare generationer har fått avancerade system som automatisk nödbromsning, filhållningsassistans och adaptiv farthållare. 2022 års modell fick högsta betyg i flera krocktester av Insurance Institute for Highway Safety (IIHS).

## Produktion och marknad
Nissan Sentra har varit en viktig modell på den nordamerikanska marknaden, där den konkurrerar med bilar som Toyota Corolla och Honda Civic. I vissa länder har modellen marknadsförts under andra namn, såsom Nissan Tsuru i Mexiko. Sentra har även varit en populär taxi i flera länder tack vare sin låga underhållskostnad och bränsleeffektivitet.

## Miljöpåverkan
Senare generationer av Sentra har fokuserat på att minska bränsleförbrukning och utsläpp. Nissans Xtronic CVT-växellåda har använts för att optimera effektiviteten, och hybridmodeller har övervägts men ännu inte lanserats på bred front.